# El Bosque (Uruguay)

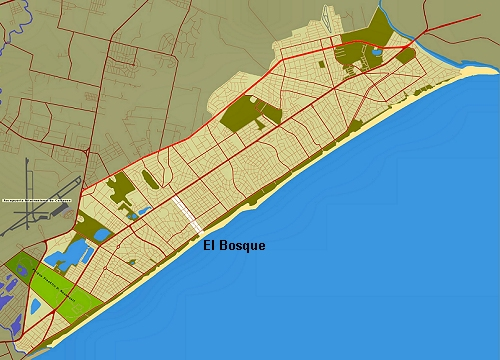
Lage El Bosques in der Ciudad de la Costa.

El Bosque ist eine Stadt in Uruguay.

## Geographie
Der Badeort befindet sich im südlichen Teil des Departamento Canelones in dessen Sektor 37. Er grenzt dabei mit seiner Südostseite an den Río de la Plata. Am sich nach Nordosten fortsetzenden Küstenabschnitt schließt unmittelbar Solymar an, während im Südwesten Lagomar zu finden ist.

## Infrastruktur
El Bosque liegt südlich der Ruta Interbalnearia, von dieser lediglich getrennt durch einen Gebietsabschnitt Solymars.

## Einwohner
Die Einwohnerzahl von El Bosque beträgt 988. (Stand: 2011)
| Jahr | Einwohner |
| ---- | --------- |
| 1963 | 87        |
| 1975 | 302       |
| 1985 | 519       |
| 1996 | 888       |
| 2004 | 941       |
| 2011 | 988       |

Quelle: Instituto Nacional de Estadística de Uruguay